# Nach der verlorenen Zeit
Nach der verlorenen Zeit ist das zweite Album der deutschen Indierock-Gruppe Tocotronic. Es erschien am 31. Juli 1995 etwa vier Monate nach ihrem Erstlingswerk Digital ist besser bei L’age d’or. Der Albumtitel spielt auf den Roman Auf der Suche nach der verlorenen Zeit von Marcel Proust an.

## Inhalt der Lieder
In einigen Songs des Albums reflektieren Tocotronic unter anderem die Rezeption des Vorgängeralbums Digital ist besser. So wird z. B. in den Stücken Ich bin neu in der Hamburger Schule oder Es ist einfach Rockmusik auf die Resonanz in den Medien reagiert. Des Weiteren finden sich wieder persönliche Stücke über Freundschaft und Liebe auf dem Album.
Das Stück Ich muss reden, auch wenn ich schweigen muss und die darin enthaltene Zeile „Worüber man nicht singen kann darüber muss man schweigen“ bezieht sich auf den Schlusssatz „Wovon man nicht sprechen kann, darüber muss man schweigen“ aus dem Werk Tractatus Logico-Philosophicus des Wiener Philosophen Ludwig Wittgenstein. Im Stück Es ist einfach Rockmusik erwähnt Jan Müller die Bands Monster Magnet, Led Zeppelin, H.P. Zinker, Abwärts, Slime, Kiss, Blumfeld und Frumpy.

## Rezensionen
Nach der verlorenen Zeit erhielt größtenteils positive Reaktionen.
In der Intro heißt es zusammenfassend: „'Nach der verlorenen Zeit' ist einerseits […] Resümée und Standortbestimmung, andererseits eine sehr persönliche Platte, vor allem aber einfach Rockmusik. Allerdings wahrscheinlich die beste, die momentan in Deutschland gemacht wird.“ Mit dem Album beweise Tocotronic „eindrucksvoll, daß sie nicht nur tatsächlich jedem Maßstab gerecht werden, sondern auch immer noch besser werden können.“
„Solange man Lovesongs wie 'Du bist ganz schön bedient' oder 'Ich Mag Dich Einfach Nicht Mehr So' aus dem Ärmel schüttelt, muß man damit rechnen, die Herzen hunderttausender, sinnsuchender Abiturienten zu erobern, die in 'Michael Ende, Du Hast Mein Leben Zerstört' auch noch ihr 'My Generation' finden werden.“ schwärmt der Autor weiter.
In der Musikzeitschrift Visions (Ausgabe Nr. 39) erhält das Album 11 von 12 Punkten. Im Artikel heißt es „Größtenteils sezieren [sie] immer noch genüßlich-jammernd das Teen/Twen-Elend in all seinen Ausformungen und Facetten.“ Zu diesem Konzept wird das Urteil gefällt: „Noch funktioniert es.“

## Erfolge
Das Album stand und steht im Schatten des hochgelobten Vorgängers Digital ist besser. Heute werden die Stücke des Albums nur noch sehr selten live gespielt. Im Jahr 1995 wurde Tocotronic in der Spex zum besten Newcomer und zur drittbesten Band insgesamt gewählt.

## Titelliste
1. Ich muss reden, auch wenn ich schweigen muss, 02:06
2. Du bist ganz schön bedient, 03:16
3. Gottseidank haben wir beide uns gehabt, 02:43
4. Ich hab 23 Jahre mit mir verbracht, 02:02
5. Ich werde nie mehr alleine sein, 00:55
6. Michael Ende, Du hast mein Leben zerstört, 03:13
7. Ich mag dich einfach nicht mehr so, 04:48
8. Ich bin neu in der Hamburger Schule, 03:02
9. Es ist einfach Rockmusik, 02:29
10. Hauptsache ist, 01:59

## Singleauskopplungen
- You Are Quite Cool

1. You Are Quite Cool
2. The Idea Is Good But The World Isn't Ready Yet
3. Du bist ganz schön bedient
4. Die Idee ist gut, doch die Welt noch nicht bereit

## Re-Release
Am 12. Oktober 2007 wurde das Album wiederveröffentlicht. Neben den zehn Songs des Originals sind zusätzlich die folgenden 13 unveröffentlichten Live-Aufnahmen aus dem Hamburger Club Heinz Karmers Tanzcafe enthalten. Das Stück Alkoholmädchen ist eine Coverversion von Udo Lindenberg.
- Ich muss reden, auch wenn ich schweigen muss (live, 1995), 02:54
- Ich hab 23 Jahre mit mir verbracht (live, 1995), 02:08
- Jungs, hier kommt der Masterplan (live, 1995), 02:32
- Michael Ende, Du hast mein Leben zerstört (live, 1995), 03:52
- Digital ist besser (live, 1995), 02:15
- Drei Schritte vom Abgrund entfernt (live, 1995), 01:53
- Ich glaube ich habe meine Unschuld verloren (live, 1995), 01:47
- Letztes Jahr im Sommer (live, 1995), 01:47
- Samstag ist Selbstmord (live, 1994), 04:16
- Hamburg rockt (live, 1994), 02:59
- Drüben auf dem Hügel (Schnelle Version) (live, 1994), 03:05
- Ich möchte Teil einer Jugendbewegung sein (live, 1994), 05:07
- Alkoholmädchen (live, 1994), 07:19